# Comuna Stanîșivka, Tarașcea
Stanîșivka (în ucraineană Станишівка) este o comună în raionul Tarașcea, regiunea Kiev, Ucraina, formată din satele Mala Berezeanka și Stanîșivka (reședința).

## Demografie
Componența lingvistică a comunei Stanîșivka
     Ucraineană (98,28%)
     Rusă (1,41%)
     Alte limbi (0,2%)
Conform recensământului din 2001, majoritatea populației comunei Stanîșivka era vorbitoare de ucraineană (98,28%), existând în minoritate și vorbitori de rusă (1,41%).